# Nick Evans (trombonista)
Nicholas Evans, detto Nick (Newport, 9 gennaio 1947), è un trombonista britannico di jazz e rock progressivo. Ha suonato con diverse band che fanno parte della corrente musicale nota come scena di Canterbury.

## Biografia
Nato in Galles nel 1947, si dedicò al jazz e al trombone a 11 anni, dopo aver ascoltato la musica del trombonista jazz inglese Chris Barber.
Con il boom nelle isole britanniche verso la fine degli anni cinquanta del trad jazz, un'evoluzione del dixieland, Evans diventò leader di una trad-band nella sua città e nel 1966 si unì ad un gruppo di bebop a Cardiff chiamato New Welsh Jazz Orchestra. Nel 1967 conobbe Graham Collier, che lo invitò ad unirsi al suo sestetto con il quale incise per la prima volta un disco.
Nel 1968 cominciò a suonare con i compagni di università Elton Dean e Mark Charig nel sestetto di Keith Tippett, che pubblicò gli album  You Are Here... I Am There e Dedicated To You, But You Weren't Listening. Negli anni successivi avrebbe più volte suonato con questi tre musicisti nei vari gruppi di Tippett e Dean. Nel 1970 il sestetto venne assorbito dal progetto Centipede dello stesso Tippett, una big band composta da circa cinquanta elementi. Tra i musicisti presenti in questa band vi erano molti dei migliori rappresentanti del rock progressivo tra cui Robert Wyatt e Robert Fripp.
Nel frattempo, nel 1969 era entrato come ospite nella prestigiosa formazione dei Soft Machine, partecipando al capolavoro della band, Third, ed al successivo Fourth. La collaborazione con i musicisti dei Soft Machine sarebbe continuata nel 1972, quando Evans suonò nell'album 1984 del bassista del gruppo, Hugh Hopper.
Nel 1970 era anche entrato nei Brotherhood of Breath del pianista sudafricano Chris McGregor, con i quali avrebbe suonato in quattro album fino al 1981; questo gruppo si componeva di musicisti di grande valore, tra cui il trombettista Mongezi Feza. Sempre del 1970 è la sua apparizione nell'album Lizard dei King Crimson.
Partecipò a diversi album con altri gruppi per tutti gli anni settanta; nel 1977 uscì il primo album a lui accreditato, insieme a Radu Malfatti, intitolato Nicra.
Nel 1972 aveva cominciato ad insegnare matematica e dal 1978 si dedica a tempo pieno all'insegnamento a Londra, diradando la sua attività musicale che continua nel tempo libero.
Nel 1980 fondò insieme al trombettista statunitense Jim Dvorak i Dreamtime, che eseguono un jazz energico, condito da improvvisazioni estroverse ed originali. Questo gruppo eterogeneo, formato da musicisti provenienti da esperienze radicalmente diverse, esprime uno spirito che viene definito dallo stesso Evans di "gioiosa irriverenza". Con i Dreamtime inciderà quattro album, di cui l'ultimo, una raccolta del 2006 intitolata Double Trouble, è una confezione contenente due CD con vecchie registrazioni ed un DVD amatoriale dedicato all'amico Elton Dean, subito dopo la sua morte avvenuta nel febbraio del 2006.
Oltre al progetto Dreamtime, negli ultimi trent'anni ha suonato con diversi musicisti ed è tuttora un quotato session man.

## Discografia

### Con Radu Malfatti
- 1977 Nicra - Ogun (OG 010)

### Con i Dreamtime
- 1983 Bunny Up - Affinity (202)
- 1998 Zen Fish - Slam Productions (SLAMCD 232)
- 2004 Cathanger '86 - Hux Records (55) (registrato nel 1986)
- 2006 Double Trouble - Reel Recordings (RR018/019/020) 2 CD + 1 DVD